# Политический кризис в Сальвадоре (2020)
Политический кризис в Сальвадоре 2020 года, широко известный в самой стране как El Bukelazo или под нумеронимом 9F, — инцидент, произошедший 9 февраля 2020 года. В его ходе президент Сальвадора Найиб Букеле ввёл в здание Законодательной ассамблеи 40 солдат Сальвадорской армии с целью оказать давление на парламентариев, чтобы добиться одобрения на получение кредита от Центральноамериканского банка экономической интеграции в размере 109 миллионов долларов для финансирования программы обеспечения безопасности в стране.
Это событие было осуждено рядом иностранных правительств, политической оппозицией и правозащитными организациями. Оно рассматривается как первый серьёзный политический кризис в Сальвадоре с момента окончания гражданской войны в 1992 году и получило оценку как попытка государственного переворота.

## Предыстория
В начале 2020 года президент Сальвадора Найиб Букеле стремился получить кредит в размере 109 миллионов долларов от Центральноамериканского банка экономической интеграции для финансирования правоохранительных органов в рамках Плана территориального контроля. План предусматривал увеличение финансирования Национальной гражданской полиции и сокращение уличной преступности путём жёсткого противостояния с группировками. Его инициатива встретила сопротивление со стороны оппозиционных партий, в частности правого Националистического республиканского альянса (АРЕНА) и левого Фронта национального освобождения имени Фарабундо Марти (ФНОФМ), поскольку предыдущие меры Букеле в сфере правопорядка сопровождались усиливающейся милитаризацией полиции.
Ни Широкий альянс за национальное единство (ГАНА), от которого Букеле выдвигался на выборах 2019 года, ни созданная им позже право-центристская партия «Новые идеи» (Nuevas Ideas, НИ) не обладали большинством в Законодательной ассамблее, которое оставалось за АРЕНА и ФНОФМ. Во время своей избирательной кампании Букеле обещал решительно бороться с насилием со стороны банд и коррупцией. Обе партии большинства отказались одобрить его запрос на получение кредита, требуя большей прозрачности в отношении планируемого распределения средств, на что президент идти не захотел. Переговоры зашли в тупик, что к концу января 2020 года фактически привело к параличу работы Законодательной ассамблеи.

## Кризис
6 февраля Букеле сослался на статью 167 Конституции Сальвадора, потребовав от Совета министров собраться 9 февраля в Законодательной ассамблее для проведения голосования по вопросу кредита. Эта статья предусматривает созыв внеочередного заседания правительства в парламенте в случае чрезвычайной ситуации национального масштаба. На сессию прибыло менее половины депутатов Законодательной ассамблеи. За несколько часов до начала заседания Букеле встретился с пятьюдесятью высокопоставленными военными чиновниками и обсудил с ними план по введению солдат в здание Законодательной ассамблеи во время заседания. Чиновники уже были осведомлены о его намерениях ещё за день до встречи.
9 февраля Букеле вошёл в Голубой зал — помещение, где проходят заседания Законодательной ассамблеи, — в сопровождении 40 военнослужащих и занял кресло председателя Ассамблеи Марио Понсе. Обратившись к присутствующим, он заявил: «Очевидно, кто контролирует ситуацию, и мы собираемся передать решение в руки Бога», после чего начал молиться. Спустя несколько минут он покинул здание и заявил собравшимся сторонникам, что Бог призвал его проявить терпение. Он также добавил: «Мы дадим этим негодяям неделю, а если за это время план не будет одобрен, мы снова их созовём», имея в виду политиков, чьё одобрение кредита ему было необходимо.

## Последствия и внутренняя реакция
Сообщалось о небольших акциях протеста против действий Букеле, в основном сосредоточившихся в Сальвадорском университете в Сан-Сальвадоре. В то же время многие сальвадорцы высказывались в поддержку Букеле в социальных сетях, одобряя его жёсткую позицию в борьбе с преступностью и насилием со стороны банды. 16 февраля толпа сторонников президента провела акцию протеста у здания Законодательной ассамблеи, требуя одобрения кредита.
На следующий день после инцидента депутаты Законодательной ассамблеи осудили действия Букеле. Председатель Марио Понсе заявил: «Мы не можем отвечать исполнительной власти с пистолетом у виска», назвав произошедшее попыткой государственного переворота. В ответ на обвинения в попытке переворота и установления диктатуры Букеле заявил: «Если бы я был диктатором, я бы взял под контроль всё». Правительство утверждало, что на акцию поддержки собралось около 50 тысяч человек, в то время как местные СМИ сообщали о 5 тысячах участников. В тот день в стране не было зафиксировано ни одного убийства, что Букеле привёл в качестве доказательства эффективности своей политики. Позже он написал в Twitter: «Если депутаты не явятся, они нарушат конституционный порядок, и народ будет иметь право применить статью 87 Конституции». Статья 87 предусматривает право народа на восстание для восстановления конституционного порядка.
АРЕНА и ФНОФМ осудили произошедшее как попытку самопереворота, при котором национальный лидер или группа незаконно расширяют свою власть за пределы, установленные законами или конституцией, и обратились к Организации американских государств с призывом вмешаться. Единственный на тот момент независимый депутат Законодательной ассамблеи Леонардо Бонилья заявил: «Нас хотят заставить голосовать под дулом винтовки? ... Так демократия не работает». Политик от АРЕНА Фелисса Кристалес отметила: «Ни один сальвадорец не может одобрить это; Сальвадор — страна, где демократия стоила крови». Руководство ФНОФМ обвинило начальника полиции Маурисио Арриасу Чикаса в том, что он приказал солдатам и полицейским преследовать политиков и членов их семей. ФНОФМ также заявило, что намерено инициировать расследование действий министра национальной обороны Рене Мерино Монрой и министра юстиции и общественной безопасности Рохелио Эдуардо Риваса Поланко в связи с событиями 9 февраля. 21 августа 2020 года Мерино Монрой был вызван в Законодательную ассамблею, где его спросили, кто отдал приказ о мобилизации войск, однако он отказался ответить. Вице-президент Сальвадора Феликс Ульоа в интервью Хорхе Рамосу в марте 2021 года назвал ввод солдат в здание парламента «ошибкой» и признал, что в этом не было необходимости.
Верховный суд Сальвадора запретил президенту созывать Законодательную ассамблею, а также запретил всем государственным силовым структурам, включая Министерство обороны, выполнять какие-либо функции, выходящие за пределы тех, которые предусмотрены Конституцией. Букеле выразил недовольство этим решением, заявив, что «система защищает саму себя», но подчинился постановлению суда.
24 февраля председатель Конференции католических епископов Сальвадора и архиепископ Сан-Сальвадора Хосе Луис Эскобар Алас призвал «снизить тон взаимных нападок, так как иначе мы не сможем двигаться вперед и в конечном итоге пострадает народ, чтобы избежать нового конфликта», отсылая к гражданской войне в Сальвадоре.

## Международная реакция
Представитель Государственного департамента США заявил, что действия Букеле были «неприемлемыми» и «нарушают принцип разделения властей в демократических институтах этой страны». Посол США в Сальвадоре Рональд Д. Джонсон осудил действия Букеле, но поддержал его призывы к терпению.
Эрика Гевара Росас, директор программы Amnesty International по странам Америки, осудила действия армии и полиции и выразила обеспокоенность тем, какие последствия эти события могут иметь для будущего прав человека в стране. Биргит Герстенберг, постоянный координатор системы Организации Объединённых Наций в Сальвадоре, заявила: «Сальвадор добился значительных достижений и углубляет свою демократию и верховенство закона посредством уважения различных мнений и диалога как способа достижения соглашений, которые принесут пользу всей стране; мы верим, что дух диалога всегда будет преобладать».

## Наследие
Кризис был расценён рядом организаций и политологов как проявление демократического отката, поставившее под угрозу будущее демократии в Сальвадоре. И АРЕНА, и ФНОФМ позднее сравнили ввод солдат в здание Законодательной ассамблеи с штурмом Капитолия США в январе 2021 года. В то же время партия ГАНА заявила, что проводить параллели между захватом Капитолия и вводом военных в Законодательную ассамблею Сальвадора некорректно. Политический кризис 9 февраля 2020 года, наряду с последующими действиями Букеле в период пандемии COVID-19 в Сальвадоре, привёл к тому, что многие его оппоненты начали называть его авторитарным лидером и диктатором.
Ряд источников и политиков квалифицировали случившееся как попытку переворота или самопереворота. До 9F последним успешным государственным переворотом в истории Сальвадора считался переворот 15 октября 1979 года, в результате которого был свергнут президент Карлос Умберто Ромеро и началась гражданская война в Сальвадоре.